# گاهی آره گاهی نه
گاهی آره گاهی نه نام فیلم هندی رمانتیک کمدی به کارگردانی کوندان شاه و با بازی شاهرخ خان می‌باشد. این فیلم از معدود فیلم‌های هندی است که قهرمان در آن نقش یک بازنده را داردوهمچنین
از آن یه عنوان یکی از بهترین بازی‌های شاهرخ خان یاد می‌شود. خود خان هم عقیده دارد که این فیلم مورد
علاقهٔ اوست. خان قرارداد ۵هزار روپیه‌ای بست اما در نهایت آن را با۲۵هزار روپیه تمام کرد.
از این فیلم یک بازسازی به زبان تلگو به نام Swapnalokam در سال۱۹۹۷ ساخته شده‌است.

## داستان
سونیل(شاهرخ خان)نوازنده‌ای است که پدرش قکر می‌کند او به هیچ دردی نمی‌خورد. هنگامیکه آنا(سوچیترا کریشنامورتی) که دوست دوران کودکی اوست از سفر باز می‌گرددسونیل تصمیم می‌گیرد با او وچند تن دیگر از دوستانش یک گروه موسیقی تشکیل دهند. سونیل مخقیانه آنا را دوست دارد و تنها کسی که این موضوع را می‌داندخواهر سونیل است. از طرفی عضو دیگر گروه کریس(دیپاک تیجوری) که بهترین دوست سونیل است به آنا علاقه داردوبرعکس سونیل اهل یک خانواده موفق است وبگونه‌ای نقطهٔ مقابل سونیل است.
هنگامیکه سونیل متوجه علاقه کریس به آنامی‌شود سغی می‌کند وجههٔ ی آنا را خراب کند اما
مشتش باز می‌شود وآنا به او سیلی می‌زند. سونیل که می قهمد آنا هم کریس را دوست دارد ناامید شده و
هنگامیکه پدرآنا تصمیم می‌گیرد او را به ازدواج کریس درآورد ناامیدی اش بیشتر می‌شود. آنا وکریس او را به
خاطر دروغش می‌بخشند اما دلیل این کار او را درک نمی‌کنند.
به هرحال پدر ومادر کریس یه دلیل پایین‌تر بودن سطح خانوادگی آنا او را قبول نمی‌کنند وپدر ومادر سونیل وآنا باازدواج آن دو موافقت می‌کنند و
سونیل با خوشحالی به آنا ابراز علاقه می‌کند. اما بعداً می‌بیند که آنا قلباً کریس را دوست دارد و اوکه
دلشکسته شده مراسم ازدواج آن دو را راه می‌اندازد. در مراسم عروسی حلفه گم می‌شود وسونیل آن را پیدا
کرده وشانس دیگری به دست می‌آورد اما حلقه را برنداشته وکریس آن را پیدا کرده وازدواج انجام می‌گیرد.
سونیل که بی هدف کنار خیابان نشسته بود، به درخواست دختری او را به آدرس مورد نظرش می‌رساند و در طول راه با شادی باهم حرف می‌زنند در انتهای فیلم دو خلافکار که مدام درفیلم حضور دارنددیوار چهارم را
می‌شکنند ومی گویند که حالا سونیل می‌تواند خوشحال باشد. سپس صدای آژیر پلیس می‌آید و آن دو فرار می‌کنند.

## جوایز
جوایز فیلم فیر
- برندهٔ جایزهٔ بهترین فیلم از دید منتقدین
- برندهٔ جایزهٔ بهترین اجرا از دید منتقدین :شاهرخ خان
- نامزد جایزه فیلم‌فیر برای بهترین بازیگر مرد :شاهرخ خان

## لیست آهنگ‌ها
| شماره# | آهنگ                                                                | خواننده(ها)                             | مدت  |
| ------ | ------------------------------------------------------------------- | --------------------------------------- | ---- |
| ۱      | ای کاش که هم (ای کاش که من)                                         | کومارسانو                               | ۵:۱۰ |
| ۲      | آنا مره پیارکوناتوم جوتا سمجو جانا (آنا فکر نکن عشق من غلطه عزیزم)" | کومارسانو، آلکا یاگنیک                  | ۴:۰۰ |
| ۳      | دیوانا، دل دیوانا (دیوانه، دل دیوانه است)                           | اودیت نارایان، آمیت کومار               | ۷:۳۷ |
| ۴      | وه توهه البلا (اون یک روح مهربون داره)                              | کومارسانو، دویکا پاندیت                 | ۵:۰۹ |
| ۵      | سچ یه کاهانه هه (این داستان حقیقت داره)                             | اودیت نارایان، آمیت کومار، ویجتا پاندیت | ۶:۳۰ |
| ۶      | کیون ناهم میلکه پیار                                                | اودیت نارایان، آمیت کومار، ویجتا پاندیت | ۴:۲۱ |